# Jérôme Segal

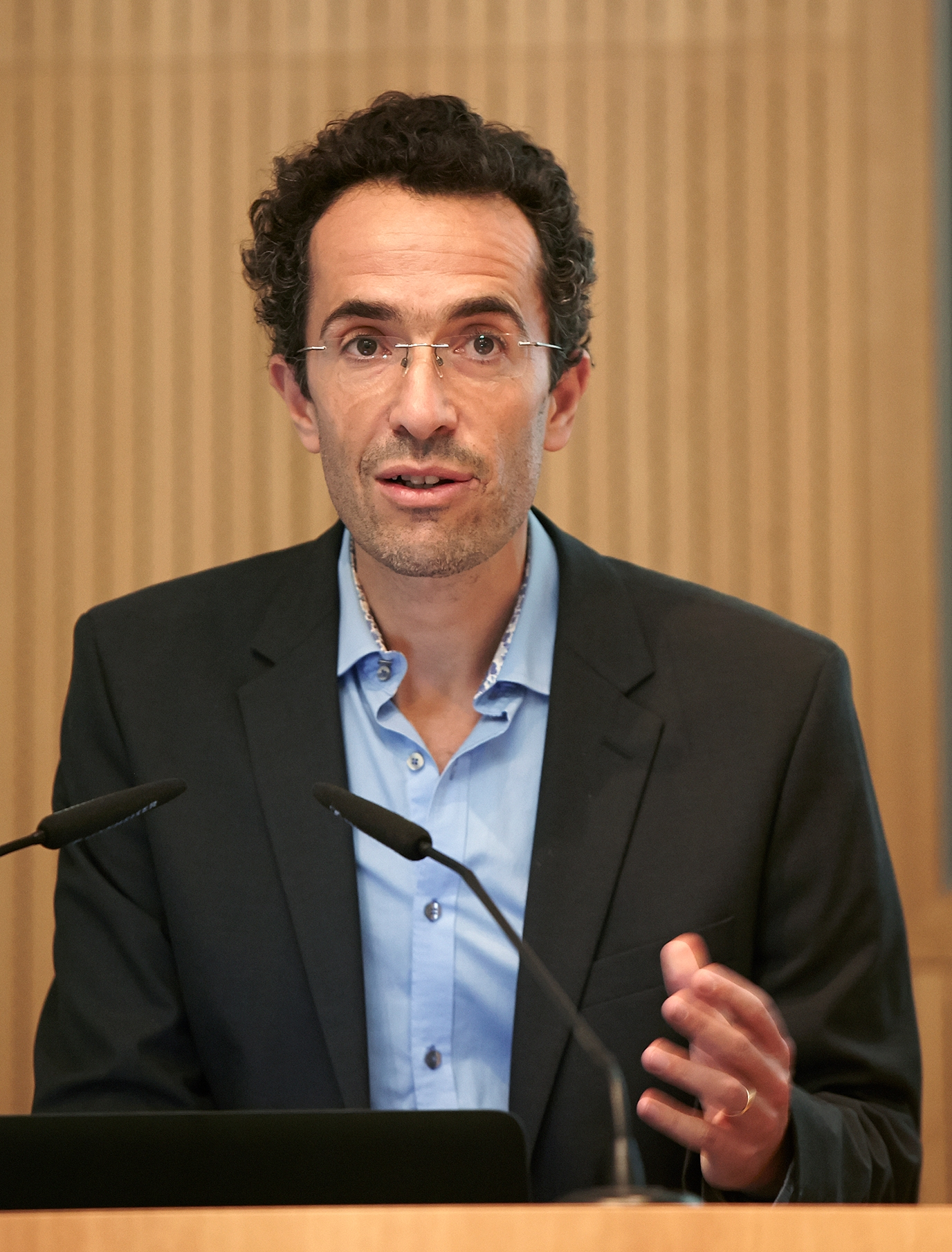
Jérôme Segal (2015)

Jérôme Segal (geb. 1970 in der Nähe von Paris) ist ein französisch-österreichischer Essayist und Historiker, seit 2016 Dozent an der Sorbonne Université, zuvor Forscher und Journalist in Wien. Er ist auch für seine Beiträge auf dem Gebiet des Tierrechts bekannt. Segal ist Autor mehrerer Artikel und Bücher, insbesondere über jüdische Identität und über Tierschutz.

## Ausbildung und beruflicher Werdegang
Segal wurde 1970 in Frankreich geboren, wohin die im April 1938 in Wien von den Nationalsozialisten enteignete jüdische Familie geflohen war. Er beendete sein erstes Studium mit einem Ingenieurabschluss an der École Centrale de Lyon im Jahr 1993. Seine ingenieurwissenschaftliche Qualifikation verband er mit seinem Interesse an Geisteswissenschaften, indem er sich der Wissenschaftsgeschichte zuwandte. Mit einer Arbeit über die Geschichte der Informationstheorie vom Zweiten Weltkrieg bis zum Ende des 20. Jahrhunderts wurde er 1998 an der Universität Lyon II zum Doktor in Geschichte promoviert. Seine Postdoc-Arbeit setzte er am Max-Planck-Institut für Wissenschaftsgeschichte in Berlin fort, bevor er im Sommer 2000 nach Paris zurückkehrte, um dort als Dozent (Maître de conférences) für Wissenschaftsgeschichte und Epistemologie am „Institut Universitaire de Formation des Maîtres“ (IUFM) und, parallel dazu, ebenfalls in Paris als Forscher am Centre Cavaillès der École normale supérieure zu arbeiten.
Segal wechselte 2004 nach Österreich als Attaché für akademische und wissenschaftliche Zusammenarbeit an die französischen Botschaft in Wien (bis 2007). In Wien setzte er ab 2008 seine Karriere als Forscher in den Sozialwissenschaften am „Interdisciplinary Centre for Comparative Research in the Social Sciences“ (Interdisziplinären Zentrum für vergleichende Forschung in den Sozialwissenschaften; ICCR) (2008 bis 2011), als Koordinator des Doktoratskollegs für Geschichte und Philosophie der Wissenschaften der Universität Wien (2011 bis 2014) und 2014 bis 2016 als assoziierter Forscher am Ludwig-Boltzmann-Institut für Historische Sozialwissenschaft fort. 2006 bis 2011 war Segal auch für das Programm des Jüdischen Filmfestivals Wien zuständig. Seit 2016 ist Segal wieder in Paris als Dozent an der Universität Paris IV bzw. seit 2018 Sorbonne Université tätig, wo er in der Abteilung Geschichte und Geographie des Lehrerbildungsinstituts INSPÉ Paris lehrt. Als Forscher ist er mit der gemeinsamen Forschungseinheit SIRICE (Sorbonne–Identités, relations internationales et civilisations de l’Europe) assoziiert.

## Veröffentlichungen
Segal bezeichnet sich selbst als "Interventionist" und "pathologischen Schriftsteller". Er versucht, mit der Öffentlichkeit über Themen zu diskutieren, die er für wichtig hält. Seit 2008 betreibt er einen Blog mit dem Titel Le petit flambeau - L'Autriche vue par un universitaire français („Die kleine Fackel - Österreich aus der Sicht eines französischen Akademikers“), in dem er sich unter anderem mit österreichischer Politik, Rassismus und Säkularismus beschäftigt. Seit 2008 ist er Autor von mehr als 70 Nachrichtenartikeln, Literatur- und Kinokritiken sowie Rezensionen, die auf der Website Nonfiction.fr veröffentlicht wurden und sich mit den zuvor genannten Themen, aber auch mit Tierrechten oder der Vorbereitung auf einen Marathonlauf befassen. Er ist auch Autor der antispeziesistischen Zeitschrift L'Amorce („Die Fibel“). Segal ist ebenso Journalist, er arbeitet als französischer Medienkorrespondent in Österreich und hat seit 2002 Dutzende von Artikeln verfasst.

## Engagements
Jérôme Segal setzt sich gegen Rassismus und für die Flüchtlingshilfe in Österreich ein. Seit er 2001 in Montreuil auf die Situation der Roma in Europa aufmerksam wurde, engagiert er sich als Aktivist und Intellektueller für diese Gemeinschaft, insbesondere mit Artikeln, die in der Zeitschrift Les Temps Modernes veröffentlicht wurden.
Als Verfechter von Tierrechten praktiziert er Veganismus und befürwortet Antispeziesismus. Mehrere seiner Bücher und Artikel setzen sich für die Rechte der Tiere ein. In Österreich ist er Mitglied des Sportvereins „Team Vegan“. In Frankreich war er Kandidat der Tierschutzpartei „Parti animaliste“ bei der Europawahl 2019.
Segal setzt sich auch gegen die sexuelle Verstümmelung von Minderjährigen ein, genauer gesagt gegen die Beschneidung, die er im Namen des Rechts von Kindern auf ihre körperliche Unversehrtheit verurteilt. Er behandelt dieses Thema aus historischer Sicht in seinem Buch „Athée et Juif“, sowie in Zeitungsartikeln und Zeitschriften.

## Bücher
- Pourquoi courir ? 20 raisons de pratiquer la course à pied, Les Perséides, 2024.
- Veganwashing. L’instrumentalisation politique du véganisme, LUX, 2024.
- Radikales Tierrecht. Zehn Fragen zum Antispeziesismus (aus dem Französischen von Brita Pohl), Turia & Kant, 2024.
- C’est ainsi qu’ils comprirent; Les Perséïdes, 2023.
- Dix questions sur l’antispécisme; Libertalia, 2021.
- L’armoire; Vorwort Serge Klarsfeld; Valensin, 2020.
- Animal radical: Histoire et sociologie de l’antispécisme, LUX, 2020.
- Vegan: Mehr denn je!, Edition Konturen, 2020.
- Wie ein roter Faden,  Edition Konturen, 2019.
- Judentum: über die Religion hinaus,  Edition Konturen, 2017.
- Athée et Juif: Fécondité d’un paradoxe apparent, Editions Matériologiques, 2016.
- Le Zéro et le Un, Histoire de la notion scientifique d’information au XXe siècle; Editions Matériologiques, 2011.